# Vila (Melgaço)
Vila és una freguesia portuguesa del concelho de Melgaço, amb 1,76 km² de superfície i 1.274 habitants (2001). La seva densitat de població és de 723,9 hab/km².